# Transition de phase d'un polymère
Une transition de phase d'un polymère est un changement de comportement observé dans certaines conditions, tels le passage de l'état caoutchouteux à l'état visqueux à chaud et le passage à un état soit vitreux, soit cristallin à basse température. Les polymères sont des matériaux utilisés dans des applications variées, déterminées par leurs propriétés et leur mise en forme, dont le comportement change avec la température ou les sollicitations. L'étude des transitions est donc déterminante pour comprendre le comportement du matériau et choisir son domaine d'utilisation.

## Généralités
On peut classer les polymères en quatre catégories :
| caractéristiques            | élastomère         | thermoplastique amorphe | thermoplastique semi-cristallin                  | thermodurcissable      |
| --------------------------- | ------------------ | ----------------------- | ------------------------------------------------ | ---------------------- |
| propriétés mécaniques       | élastique à T>Tg   | élastique à T>Tg        | plastique à T>Tg                                 | rigide, peu déformable |
| températures d'utilisation  | T>Tg               | T<Tg                    | T>Tg                                             | T<Tg                   |
| structure des chaînes       | chaînes réticulées | chaînes linéaires       | chaînes linéaires                                | chaînes réticulées     |
| ramollissement/fusion       | infusible          | ramollissement          | ramollissement puis fusion plus ou moins franche | infusible              |
| diffractométrie de rayons X | amorphe            | amorphe                 | semi-cristallin                                  | amorphe                |

Ces types de polymères présentent des transitions différentes. On entend par transition un changement de comportement qui se traduit par des modifications structurales, et ce sous l'effet de la variation d'un paramètre extérieur. Dans notre cas, le paramètre peut être la température ou une sollicitation mécanique plus ou moins rapide.

Différents comportements mécaniques de polymères (courbe de traction)

Par comportement, on pense à : vitreux, plastique/caoutchouteux ou visqueux. Ces trois domaines sont séparés par deux transitions principales, respectivement la transition vitreuse et la fusion ou fluidification.

## Diagrammes d'état
Comme on peut le voir, ces transitions ne sont pas observées dans tous les cas :

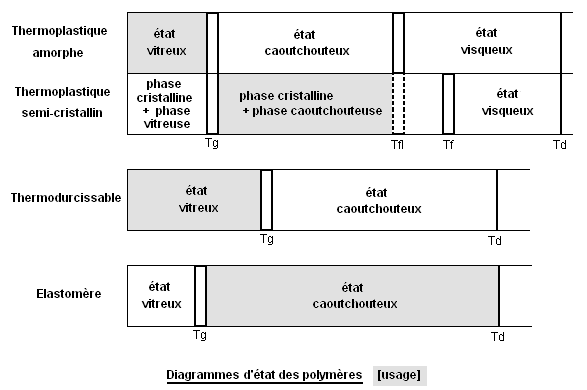
Selon le type de polymère, les transitions ne sont pas les mêmes

- La transition vitreuse est tout le temps observée mais n'est pas très visible dans le cas de polymères très cristallins. Elle est parfois décrite comme étant une transition de phase du 2e ordre[2] : elle ne s'accompagne pas d'un changement d'état. Le matériau est solide (par opposition à liquide ou gazeux) et il le reste. Elle marque le passage de l'état vitreux (à basse température : cassant) à un état caoutchouteux, et concerne la phase amorphe.
- La fusion est elle une transition du 1er ordre : il y a effectivement le changement d'état du matériau, qui passe de caoutchouteux à liquide (visqueux en pratique). Il n'y a fusion que pour les polymères semi-cristallins (seule la partie cristalline est concernée).
- La fluidification est une transition du second ordre qui se traduit par la fluidification de la partie amorphe des polymères à une dimension.

En effet, les thermodurcissables et les élastomères sont des réseaux 3D plus ou moins réticulés et qui ne se fluidifient pas. Dans tous les cas, si l'on chauffe trop, on finit par détruire le polymère.

## Étude des transitions

### Méthodes thermiques
On a vu que des modifications de température permettaient d'observer les différentes transitions.
On peut facilement les visualiser en mesurant certaines grandeurs pour différentes température, typiquement le module de Young, le volume spécifique ou l'indice de réfraction par exemple. Elles varient de manière brusque à Tg et Tf.
Les méthodes d'analyse thermique utilisées pour étudier les transitions d'un polymère donné sont la DSC ou l'ATD.

DSC d'un polymère cristallisable trempé, en montée puis en descente en température

On obtient en pratique la variation de deltaCp ou de deltaT avec la température. La transition vitreuse donne un saut dans le « sens endothermique ». La fusion (endothermique) est un pic observé dans les semi-cristallins et dont l'aire permet de remonter au taux de cristallinité. Le pic est plus ou moins fin, en raison de la dispersité de tailles des chaînes. Selon l'histoire thermique du matériau, il y peut y avoir cristallisation lorsqu'on monte en température pour finir de cristalliser, mais aussi en descendant à une température inférieure à la température de fusion et que le matériau devient solide à nouveau. Un retard est courant à cause de la surfusion.
La fluidification éventuelle pour les non cristallin à une dimension n'est pas observable.

### Méthodes mécaniques
Lorsqu'on applique une sollicitation (traction ou cisaillement par exemple), le matériau réagit différemment selon la vitesse à laquelle elle est appliquée. Ainsi, un matériau cassera s'il est cisaillé à grande vitesse, aura un comportement caoutchouteux à vitesse plus faible et pourra même s'écouler sur une grande échelle de temps.
Concrètement, on observe en DM(T)A la variation d'un module en fonction d'une pulsation cyclique exercée, ou d'une température.

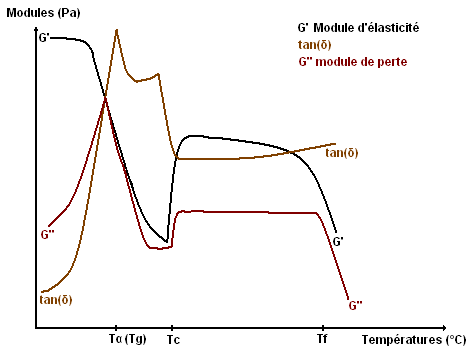
Variation des modules de conservation et de perte en cisaillement d'un polymère cristallisable trempé avec la température

Si l'on observe les variations du module de conservation en cisaillement G' (ou du module de cisaillement G), on repère un plateau vitreux à faible température. Il n'y a pas de mouvements coopératifs des chaînes. Ce module est (relativement) constant car le solide a un comportement élastique en dessous de Tg, et élevé car le matériau est vitreux, rigide. En chauffant, on constate la chute du module élastique, le matériau devient caoutchouteux et moins élastique. Des mouvements coopératifs de reptation des chaînes ont lieu. G'' est élevé à cause de dissipations importantes. La cristallisation (Tc) donne un peu plus de cohésion au matériau et les modules augmentent avant de chuter après la température de fusion (Tf).
Cette méthode peut être plus précise que la précédente. Il arrive que la Tg soit difficile à identifier en DSC, alors qu'en général, on parvient facilement à la déterminer en DM(T)A, grâce au pic de tan δ (rapport des modules de perte et de conservation).

## Approche microscopique
À l'état vitreux (en dessous de la Tg), il n'y a pas de mouvements des segments de chaîne, seulement des vibrations de liaisons et rotations de substituants. On a une compacité maximale et localement l'enthalpie domine (c'est-à-dire les interactions). Si l'on augmente la température (après la transition vitreuse), des mouvements de chaînes sans glissement ont lieu. Il subsiste des interactions (déformations sans glissement partiellement réversibles).
Pour définir la température de transition vitreuse, on peut utiliser la théorie du volume libre. Elle dit que cette température est celle pour laquelle on a un volume libre constant lorsqu'on refroidit. Il existe aussi la théorie cinétique qui prend en compte la vitesse de refroidissement/chauffage, et la théorie thermodynamique, qui prédit T=Tg lorsque l'entropie tend vers 0.
Au-dessus de la fusion ou fluidification (quand elle a lieu), on assiste à des écoulements de chaînes entières. Les interactions fortes à courte distance ont disparu et il y a écoulement.
Si l'on continue d'apporter de l'énergie, on finit par rompre des segments et le polymère se décompose.

## Lien entre structure, transitions et propriétés
Si l'on peut faire varier la valeur de transition vitreuse ou de fusion, on peut faire varier le domaine d'utilisation, domaine de température ou sollicitation où le matériau a la propriété désirée. Une Tg (température de transition vitreuse) élevée permet d'avoir une bonne tenue mécanique, chimique et thermique. C'est souvent la première propriété mesurée lorsqu'on synthétise un nouveau polymère.

### Paramètres influençant la valeur de température de transition vitreuse (Tg)
- Masse molaire

La Tg varie selon :
{\displaystyle T_{g}=T_{g\infty }-{\frac {K}{M_{n}}}},
mais uniquement dans le cas d'un oligomère. Elle augmente avec la masse molaire, car la concentration de bouts de chaînes diminue. Ceux-ci participent grandement au volume libre qui diminue et la structure devient plus compacte. Il faut apporter plus d'énergie pour permettre la transition qui a lieu à plus haute température : Tg augmente. Dans le régime polymère, elle atteint une valeur maximale indépendante de Mn : {\displaystyle T_{g\infty }}.
- Rigidité de la chaîne principale

Elle entraîne une augmentation de la Tg.
- Interactions inter et intramoléculaires

Elles donnent une structure plus cohésive, et la Tg augmente. Elle peut atteindre 300 à 400 °C pour les ionomères, qui possèdent des liaisons ioniques interchaînes très fortes.
- Facteurs géométriques

Par exemple, la valeur de Tg est ~ −110 °C pour le polyéthylène, contre ~ 100 °C pour le polystyrène. L'encombrement stérique important du groupe phényle a pour conséquence une rotation relativement difficile des chaînes de PS.
- Taille des substituants

Lorsqu'ils sont volumineux, l'espace entre les chaînes augmente, le volume libre aussi et la Tg diminue. Ainsi, Tg ~ −20 °C pour le polypropylène, contre ~ −40 °C pour le polypentène.
- Ramifications et réticulations

On doit prendre en compte l'évolution du nombre de bouts de chaînes qui abaissent la Tg, et la présence de points de ramifications (cohésion) qui l'augmente. Pour la ramification, le 1er effet l'emporte, mais pour la réticulation, c'est le 2e effet qui est prédominant. On peut ainsi vulcaniser un élastomère (le réticuler) pour augmenter sa Tg.
- Cristallinité

En utilisant une méthode de synthèse adéquate, on peut obtenir parfois un certain taux de cristallinité, ce qui renforce la cohésion du matériau et donc augmente sa Tg.
- Copolymérisation

Selon la miscibilité, on peut avoir de 1 à 3 Tg différentes : celles correspondant aux homopolymères et celle de la phase miscible.
- Plastification

L'ajout de plastifiants est un moyen d'abaisser la Tg : les petites molécules mobiles s'insèrent entre les chaînes moléculaires et diminuent les interactions.

### Paramètres jouant sur la température de fusion (Tf)
- épaisseur des lamelles cristallines : Tf augmente avec leur épaisseur ;
- présence d'impuretés ;
- présence de plastifiants.

### Effet de la cristallisation
La cristallisation a lieu pour une température variable en fonction de la surfusion en lien avec la germination. L'histoire thermique du matériau est importante.